# Лемраде
Лемраде (нім. Lehmrade) — громада в Німеччині, розташована в землі Шлезвіг-Гольштейн. Входить до складу району Герцогство Лауенбург. Складова частина об'єднання громад Брайтенфельде.
Площа — 11,40 км2. Населення становить 593 ос. (станом на 31 грудня 2020).